# Võru
Pour les articles homonymes, voir Võru (homonymie).

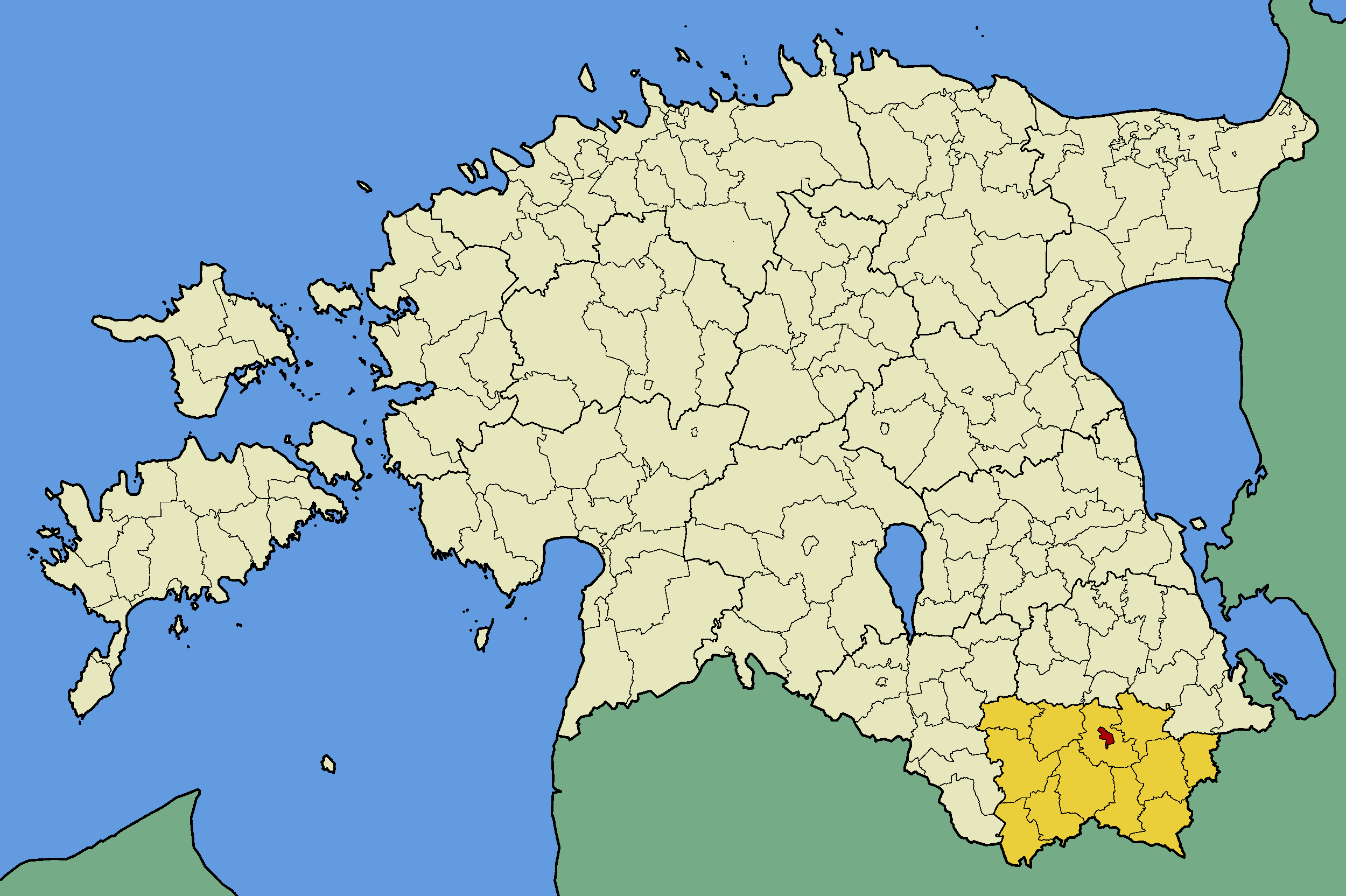
Localisation de la ville de Võru (rouge), dans le comté de Võru (jaune).

Võru (en allemand Werro ; en français, prononcer « Veurou ») est une ville estonienne, préfecture du comté de Võru.

## Histoire
Elle a été fondée sous le nom de Werro, le 21 août 1784 selon les vœux de l'impératrice Catherine II de Russie, sur ordre du gouverneur de Livonie, le comte George Browne et était l'un des neuf chefs-lieux de cette province.

## Géographie
Võru est situé sur le plateau d'une ancienne vallée à l'extrême sud-est de l'Estonie, sur la rive nord-est du lac Tamula.
La distance à Tallinn est de 215 kilomètres, à Tartu 57 kilomètres.
La superficie de la ville est de 14,01 km2.

### Climat
| Mois                                  | jan.       | fév.       | mars       | avril      | mai       | juin      | jui.      | août      | sep.      | oct.       | nov.       | déc.       | année          |
| ------------------------------------- | ---------- | ---------- | ---------- | ---------- | --------- | --------- | --------- | --------- | --------- | ---------- | ---------- | ---------- | -------------- |
| Température minimale moyenne (°C)     | −6,7       | −7,6       | −4,2       | 1,2        | 6         | 10,7      | 13,3      | 12,1      | 8         | 3,3        | −0,8       | −4,3       | 2,6            |
| Température moyenne (°C)              | −4,2       | −4,5       | −0,4       | 6,1        | 11,9      | 15,9      | 18,4      | 16,9      | 11,9      | 6,2        | 1,3        | −2,1       | 6,5            |
| Température maximale moyenne (°C)     | −1,8       | −1,3       | 3,7        | 11,4       | 17,6      | 21,1      | 23,6      | 22,1      | 16,5      | 9,4        | 3,4        | −0,1       | 10,5           |
| Record de froid (°C) date du record   | −43,4 1941 | −37,9 1956 | −30,2 1963 | −18,8 1963 | −9,4 1935 | −1 1941   | 1,7 1992  | 1 1933    | −5 1936   | −14,4 2002 | −21,9 1993 | −40,5 1978 | −43,4 1941     |
| Record de chaleur (°C) date du record | 9,6 2007   | 12,9 1935  | 18,2 1968  | 26,9 2000  | 31,1 2014 | 33,8 2021 | 35,2 1994 | 35,6 1992 | 29,9 1992 | 22,2 1991  | 14,2 1967  | 11,7 2015  | 35,6 11/8/1992 |
| Ensoleillement (h)                    | 29,3       | 60,5       | 136,6      | 194,8      | 271,8     | 261,1     | 276,1     | 237,4     | 150,8     | 75,2       | 27,3       | 17,3       | 1 738,2        |
| Précipitations (mm)                   | 45         | 36         | 34         | 35         | 53        | 83        | 75        | 79        | 57        | 64         | 51         | 45         | 658            |
| Nombre de jours avec précipitations   | 11         | 9          | 9          | 7          | 8         | 10        | 10        | 11        | 11        | 11         | 12         | 12         | 119            |
| Humidité relative (%)                 | 88         | 85         | 77         | 69         | 67        | 71        | 74        | 77        | 82        | 86         | 89         | 89         | 79             |

| Diagramme climatique                                  |            |           |           |         |            |            |            |         |          |           |            |
| J                                                     | F          | M         | A         | M       | J          | J          | A          | S       | O        | N         | D          |
| −1,8−6,745                                            | −1,3−7,636 | 3,7−4,234 | 11,41,235 | 17,6653 | 21,110,783 | 23,613,375 | 22,112,179 | 16,5857 | 9,43,364 | 3,4−0,851 | −0,1−4,345 |
| Moyennes : • Temp. maxi et mini °C • Précipitation mm |            |           |           |         |            |            |            |         |          |           |            |

Le 11 août 1992 la température a atteint 35,6 C - record historique de chaleur pour toute l'Estonie.

## Population
Le 1er janvier 2020, la population s'élevait à 11 727 habitants.

### Évolution démographique
| 1922  | 1934  | 1941  | 1959   | 1970   |
| ----- | ----- | ----- | ------ | ------ |
| 5 077 | 5 331 | 7 300 | 10 689 | 15 398 |

| 1979   | 1989   | 2000   | 2003   | 2011   |
| ------ | ------ | ------ | ------ | ------ |
| 16 767 | 17 496 | 14 879 | 14 750 | 12 667 |

| 2018   | 2021   | 2022   | - | - |
| ------ | ------ | ------ | - | - |
| 11 859 | 11 533 | 11 867 | - | - |

### Composition ethnique
| Ethnie      | 1970   | 1970  | 1979   | 1979  | 1989   | 1989  | 2000   | 2000  | 2011   | 2011  |
| Ethnie      | Hab.   | %     | Hab.   | %     | Hab.   | %     | Hab.   | %     | Hab.   | %     |
| ----------- | ------ | ----- | ------ | ----- | ------ | ----- | ------ | ----- | ------ | ----- |
| Estoniens   | 12 307 | 79,93 | 13 783 | 82,20 | 14 985 | 85,65 | 13 414 | 90,15 | 11 651 | 91,98 |
| Russes      | 2277   | 14,79 | 2378   | 14,18 | 1934   | 11,05 | 1112   | 7,47  | 804    | 6,35  |
| Ukrainiens  | 312    | 2,03  | 261    | 1,56  | 249    | 1,42  | 99     | 0,67  | 64     | 0,51  |
| Biélorusses | 112    | 0,73  | 96     | 0,57  | 90     | 0,51  | 44     | 0,30  | 30     | 0,24  |
| Finnois     | 91     | 0,59  | 77     | 0,46  | 81     | 0,47  | 61     | 0,41  | 40     | 0,32  |
| Lettons     | 30     | 0,19  | 30     | 0,18  | 35     | 0,20  | 23     | 0,15  | 14     | 0,11  |
| autres      | 269    | 1,75  | 142    | 0,85  | 122    | 0,70  | 126    | 0,85  | 64     | 0,51  |
| Total       | 15 398 | 100   | 16 767 | 100   | 17 496 | 100   | 14 879 | 100   | 12 667 | 100   |

## Monuments
- Église luthérienne Sainte-Catherine, construite en 1793, sur les fonds personnels de l'impératrice Catherine II de Russie
- Église orthodoxe, consacrée en 1806
- Statue de Friedrich Reinhold Kreutzwald, monument créé par Amandus Adamson en 1926

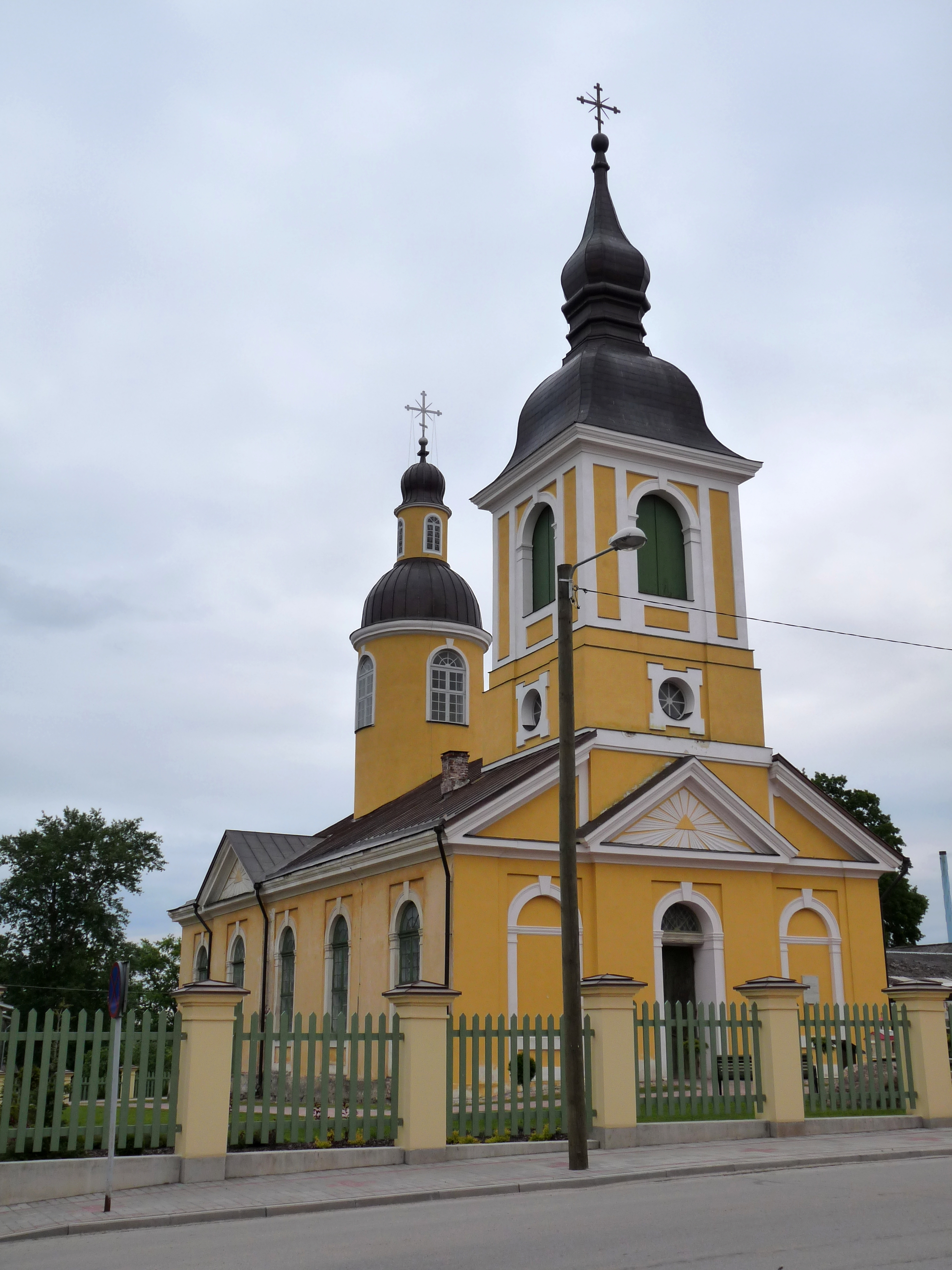
Vue de l'église orthodoxe de Võru, consacrée en 1806

## Culture
- Musée consacré au poète Friedrich Reinhold Kreutzwald, ouvert en 1941
- Musée régional consacré à l'histoire de la région
- Festival de musique folklorique en juillet

## Personnalités
- Erki Nool (né en 1970), décathlonien et homme politique.
- Anti Saarepuu (né en 1983), fondeur.
- Uku Suviste (né en 1982), chanteur.

## Jumelages
| Ville | Ville              | Pays | Pays     |
| ----- | ------------------ | ---- | -------- |
|       | Alūksne            |      | Lettonie |
|       | Chambray-lès-Tours |      | France   |
|       | Härryda            |      | Suède    |
|       | Iisalmi            |      | Finlande |
|       | Joniškis           |      | Lituanie |
|       | Kaniv              |      | Ukraine  |
|       | Laitila            |      | Finlande |
|       | Landskrona         |      | Suède    |
|       | Smolyan            |      | Bulgarie |
|       | Suwałki            |      | Pologne  |

## Galerie

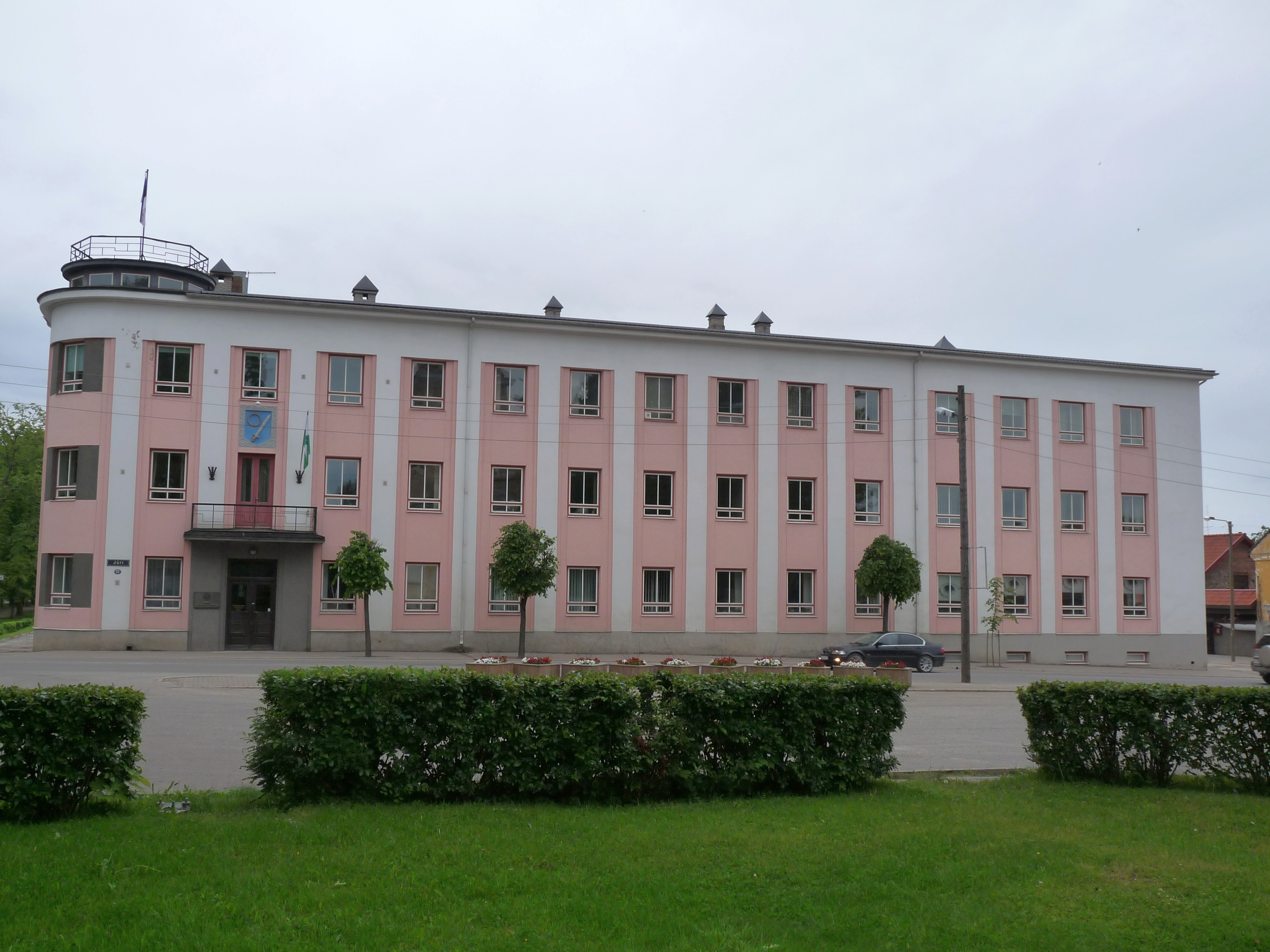
Bâtiment administratif.
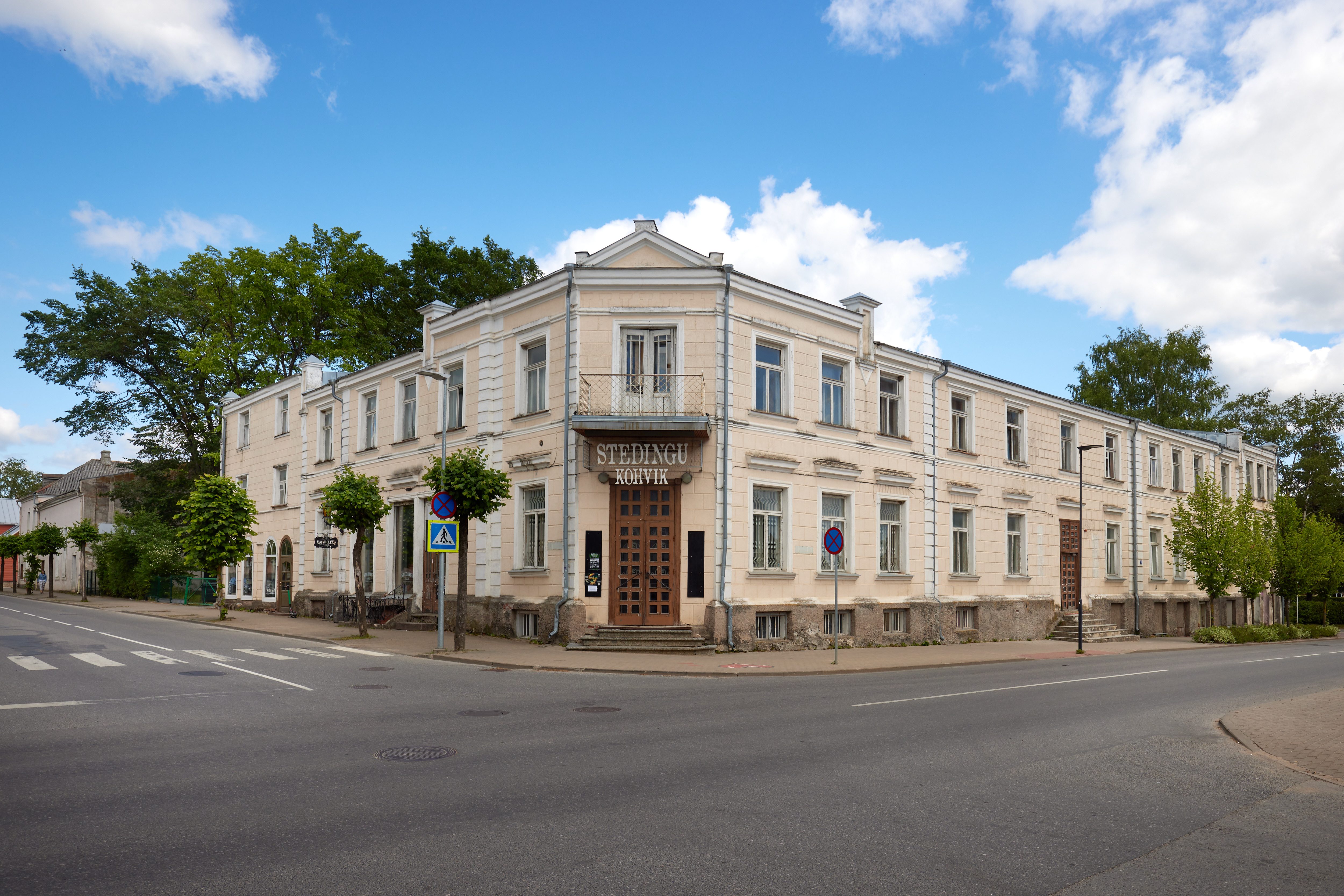
Maison Steding.
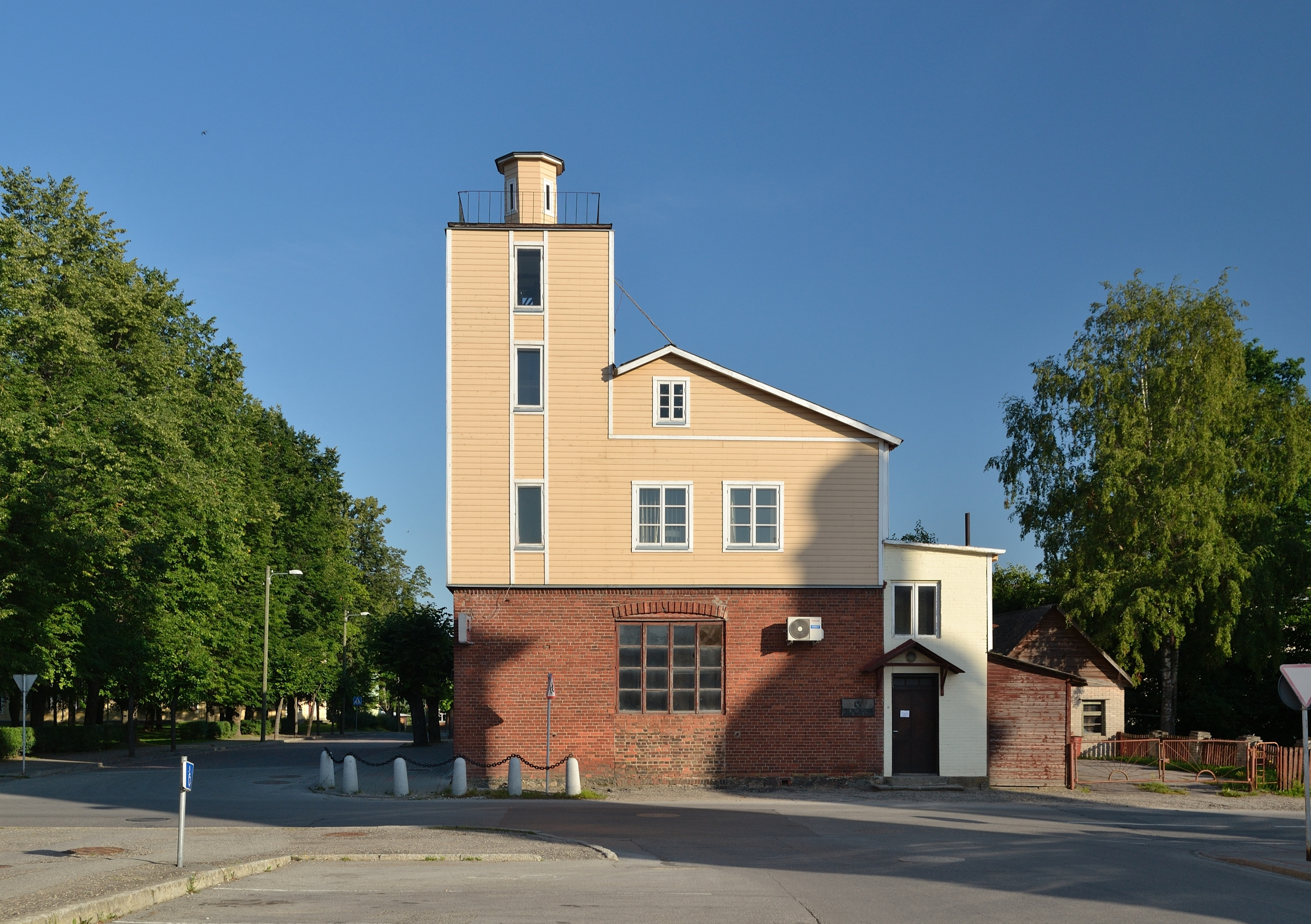
Ancienne caserne de pompiers.
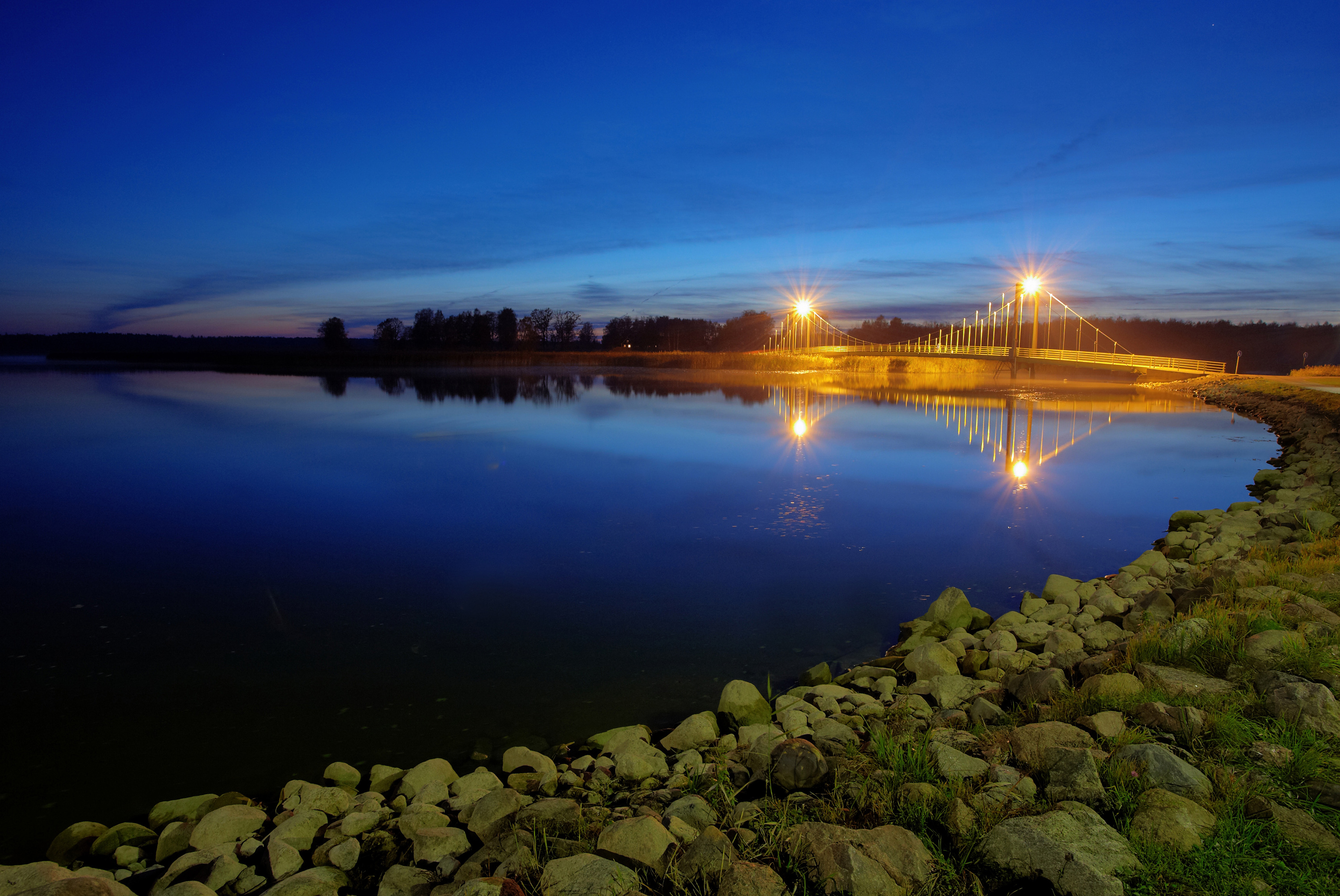
Pont suspendu de Roosisaar.